# Mercè Pons Ramis
Mercè Pons Ramis (Palma, 3 de mayo de 1968) es una compositora, profesora y divulgadora musical.

## Biografía
Es licenciada por el Conservatorio Superior de Música de las Islas Baleares y máster en Tecnologías en la Composición de Bandas Sonoras y Música para Videojuegos por la Universidad Complutense de Madrid, matrícula de honor en composición por el Conservatorio Superior de Valencia y posgrado en Composición Avanzada por el Conservatorio Superior de Zaragoza. También obtuvo los títulos de piano y violonchelo y realizó cursos de análisis musical, piano, composición, electroacústica y audiovisuales con Cristóbal Halffter, Tomás Marco, Alejandro Román y José María Sánchez-Verdú, entre otros.
En una primera época, de 1994 a 2016, creó una treintena de obras en distintos estilos musicales con predominio formal y estilístico del mundo clásico. Destacan las obras sinfónicas Contradiccions (2000), Expectatives (2009) y Percepcions (2013), así como las bandas sonoras del cortometraje  Sombra de luna nueva  (2012) y del documental Museu Diocesà de Mallorca Artviu (2016). Dentro de un mundo más ecléctico destaca Connexions Cromàtiques (2011), colaboración con Miquel Brunet Estarellas en un estilo más de fusión musical y jazzístico.
A partir de 2016 su obra da un giro radical. Mantiene la forma musical tradicional pero buscando sonoridades más delicadas, contemplativas y espirituales, con el mínimo material musical posible y basadas sobre todo en el diatonismo, manteniendo la versatilidad en géneros y campos previamente trabajados.
Sus composiciones han sido interpretadas en escenarios estatales e internacionales (Berlín, Londres, Cannes y Odessa), interpretadas por conjuntos como la Orquesta Sinfónica de las Islas Baleares, Orquesta Filarmónica de Niza, Studium Aureum y dirigidas por directores como José Luis Temes, Philippe Bender, Salvador Brotons, Pablo Mielgo, Sébastien Billard y Carlos Ponseti.
Ha impartido clases en el Conservatorio de las Islas Baleares (Profesional y Superior) de 1996 a 2013 y como divulgadora ha dado conferencias, ponencias y conciertos comentados, entre ellos los de la Orquesta Sinfónica de las Islas Baleares entre 2008 y 2012 y con Studium Aureum desde 2012. Ha participado como jurado en concursos de piano, ha colaborado con galerías de arte y se ha encargado de elaborar los programas de mano de diversas organizaciones musicales, como los de la propia Sinfónica en la temporada 2011-12.
En 2006 creó el Gabinete de Comprensión Musical Gacomus, donde lleva a cabo tareas formativas y divulgativas.

## Obras (selección)

### Obra vocal
- Pacem, para corazón a capela (2016)

### Obras vocales e instrumentales
- O Oriens (2018; rev. 2019), para tres sopranos solistas, coro, piano y cuarteto de cuerda
- Più non si trovano (2021), nocturno para soprano, mezzosoprano, bajo y tres corni di bassetto
- Thálamos (2021), cantata para soprano y tenor, coro y orquesta de cámara. Texto de Víctor Gayà Porcel[5][6]
- Fantasia sobre l’Atlàntida (2023), para narrador, coro y orquesta. Basada en la obra homónima de Jacint Verdaguer

### Obras instrumentales
Para gran orquesta
- Contradiccions (2000)
- Expectatives (2009)
- Percepcions (2013)[7]
- Revelacions (2023)[8][9]

Para pequeño conjunto (ensemble)
- Conexions Cromàtiques (2011), junto con Miquel Brunet Estarellas[10]

Por solista y cámara
- Pacem (2016), para cuarteto de cuerda
- Réquiem (2018), para cuarteto de cuerda y lectura dramatizada (2018). Texto de Víctor Gayà[11][12]
- Somieig (2017) y Dissolucions (2020), para violonchelo y piano
- Somieig (2017) y Tres divinitats romanes (2019), para violín y piano
- Transformacions (2021), para flauta y piano
- Sincronies a Son Mir (2018) (rev. 2019), para violín, viola y piano
- Gratitud (2016), para piano
- El nostre Vals (2018), para piano

### Audiovisuals
- Sombra de luna nueva  (2012), cortometraje de Margalida Martorell[13]
- Museu Diocesà de Mallorca Artviu  (2016), documental